# 尾崎俊治
尾崎 俊治（おさき しゅんじ、1942年1月3日 - 2021年6月10日）は、日本の工学者。広島大学名誉教授。専門は信頼性理論。工学博士。

## 人物
愛知県出身。1970年、京都大学大学院工学研究科数理工学専攻博士課程修了。1970年より広島大学講師、助教授を経て1986年教授。広島大学在任中に南カリフォルニア大学、マンチェスター大学の研究員として過ごした。2001年に退官、2001年より南山大学数理情報学科教授に就任。
尾崎洋二（理学博士）は実兄に当たる。
2021年6月10日、死去。79歳没。死没日をもって従四位に叙され、瑞宝中綬章を追贈される。

## 著書

### 単編著
- Stochastic System Reliability Modeling, World Scientific, 1985
- Applied Stochastic System Modeling, Springer, 1992
- 『品質管理・信頼性のための統計分析ハンドブック』（日本規格協会　1994年）
- 『確率モデル入門』（朝倉書店　1996年）
- Stochastic Models in Reliability and Maintenance, Springer, 2002

### 共著
- Markov Decision Processes, Elsevier, 1970
- 『応用確率論』（朝倉書店　1977年）
- Reliability Evaluation of Some Fault-Tolerant Computer Architectures, Springer LNES 97, 1980
- 『OR による経営システム科学』（朝倉書店　1989年）

### 共編
- Stochastic Models in Reliability Theory, Springer, 1984
- Reliability Theory and Applications, World Scientific, 1987
- Stochastic Models in Engineering, Technology and Management, World Scientific, 1993
- Stochastic Models in Innovative Manufacturing, Springer, 1997
- Recent Advances in Stochastic Operations Research, World Scientific, 2006